# C.J. Daugherty
C.J. Daugherty, właśc. Christi J. Daugherty (ur. 30 października 1974 w Dallas) – była reporterka kryminalna, pisarka polityczna, dziennikarka śledcza,  wcześniej pracowała dla wielu amerykańskich gazet, m.in. Dallas Morning News i Reuters. Autorka serii Nocna Szkoła (Night School), która została przetłumaczona na 21 języków.

## Życie prywatne
Daugherty urodziła się w USA, niemniej mieszka w Wielkiej Brytanii tak długo, że uważa się za Brytyjkę. Wraz ze swoim mężem, reżyserem Jackiem Jewersem, jest znana z książek o Irlandii i Paryżu, których jest współautorką. Miała 22 lata, gdy po raz pierwszy zobaczyła martwe ciało. Pracowała wówczas jako reporterka kryminalna. Powieść Wybrani jest efektem fascynacji autorki naturą przestępców.

## Twórczość

### Wybrani
- Wybrani (Night School, 2012), polskie wydanie: 2013 (wyd. Otwarte/Moondrive)
- Dziedzictwo (Night School: Legacy, 2013), polskie wydanie: 25 września 2013[4].(wyd. Otwarte/Moondrive)
- Zagrożeni (Night School: Fracture, 2013), polskie wydanie: 5 lutego 2014. (wyd. Otwarte/Moondrive)
- Zbuntowani (Night School: Resistance, 2014), polskie wydanie: 22 października 2014 (wyd. Otwarte/Moondrive)
- Niezłomni (Night School: Endgame, 2015), polskie wydanie: 15 czerwca 2015 (wyd. Otwarte/Moondrive)

### Tajemny ogień (The Alchemist Chronicles)
- Tajemny Ogień (The Secret Fire, 2015) (wyd. Otwarte/Moondrive)
- Tajemne Miasto (The Secret City, 2016)

### The Echo Killing
- The Echo Killing (2018)
- A Beautiful Corpse (2019)
- Revolver road  (2020)